# Grammitis tegetiformis
Grammitis tegetiformis är en stensöteväxtart som beskrevs av Luther Earl Bishop. Grammitis tegetiformis ingår i släktet Grammitis och familjen Polypodiaceae. Inga underarter finns listade.